# アレクサンダー島 (ヌナブト準州)
アレクサンダー島（アレクサンダーとう、Alexander Island）はカナダ北極海諸島北部、クイーンエリザベス諸島の島。北緯75度52分西経102度37分に位置し、ヌナブト準州に属する。面積は48 km2。